# Cryptocodon monocephalus
Cryptocodon es un género monotípico de plantas  perteneciente a la familia Campanulaceae. Contiene una única especie: Cryptocodon monocephalus. Es originaria del centro de Asia en el Pamir.

## Taxonomía
Cryptocodon monocephalus fue descrita por (Trautv.) Fed. y publicado en Fl. URSS 24: 425 1957.
Sinonimia
- Campanula monocephala Trautv., Trudy Imp. S.-Peterburgsk. Bot. Sada 6: 64 (1879).
- Phyteuma monocephalum (Trautv.) Pavlov, Byull. Moskovsk. Obshch. Isp. Prir., Otd. Biol., n.s., 42: 127 (1933).
- Phyteuma occultans Popov & Vved., Trudy Turkestansk. Nauchn. Obshch. 2: 30 (1925).[2]